# アザワド解放民族運動
アザワド解放国民運動（アザワドかいほうみんぞくうんどう）または アザワド民族解放運動(タマシェク語: ⵜⴰⵏⴾⵔⴰ ⵏ ⵜⵓⵎⴰⵙⵜ ⴹ ⴰⵙⵍⴰⵍ⵵ ⵏ ⴰⵣⴰⵓⴰⴷ, ローマ字: Tankra n Tumast ḍ Aslalu n Azawad; アラビア語: الحركة الوطنية لتحرير أزواد, ローマ字: al-Ḥarakat al-Waṭaniyat Litaḥrīr ʾĀĀzawād;フランス語: Mouvement national de libération de l'Azawad, MNLA)、以前は アザワド国民運動 (フランス語: Mouvement national de l'Azawad, MNA)は、マリ北部のアザワドに拠点を置く政治・軍事組織である。
組織は主にトゥアレグ民族で構成されており、リビア内戦で戦った経験がある。